# أنطونيو ريفا
أنطونيو ريفا هو سياسي سويسري، ولد في 21 يوليو 1870، وتوفي في 18 ديسمبر 1942.